# Шунь-цзун (династія Тан)
Шунь-цзун (кит.: 順宗; піньїнь: Shùnzōng), особисте ім'я Лі Сун (кит.: 李誦; піньїнь: Lǐ Sòng; 761 — 11 лютого 806) — тринадцятий імператор династії Тан з 28 лютого по 31 серпня 805 року. Девіз правління Юнчжень.

## Життєпис

### Боротьба за владу
Народився у 761 році в Чан'ані в родині імператора Де-цзуна. Спочатку звався Лі Суном. При народженні отримав титул князя Хуанчен. У 779 році, після того як його батько стає новим імператором, Лі Сун стає князем Хуан, а наступного року визнається спадкоємцем трону. Більш цікавився вивченням наук, мистецтва, збирав навколо себе вчених, вчителів, захоплювався каліграфією. У 783 році після заколоту військ на півночі країни супроводжував батька до м. Фен'яна, який деякий час захищав від ворога. Після повернення до столиці того ж року Лі Сун змушений був боротися з впливовими посадовцями на чолі з канцлером Чжан Яншаном, який у 787 році домігся страти дружини Лі Суна — принцеси Сяо — й відсторонення того від державних справ. Лише у 795 році спадкоємець трону зміг повернути свій вплив на батька-імператора.
Втім, на той час він був уже доволі хворою людиною, а у 804 році Лі Сун переніс інсульт. Скориставшись з цього, палацові євнухи намагалися відсторонити Суна від спадкування імператорської влади, проте марно.

### Правління
Після смерті імператора Де-цзуна 25 лютого 805 року Лі Суна оголошено новим імператором під ім'ям Шунь-цзун. Втім попервах за імператора фактично правили представники роду Ван — Ван Шувень і Ван Пей. Ще у 804 році вони за допомогою євнуха Чжун Яня змогли підробити укази імператора. Користуючись тим, що імператор Де-цзун та спадкоємець були хворі, вони здійснили призначення на посади вихідців з родів Ду, У, Чжен. Після того, як Шунь-цзун зійшов на трон, Ван Шувеню вдалося зробити так, що з академії Ханьлінь були відраховані 32 особи, щоб позбавитися від потенційних суперників.
Водночас були проведені необхідні податкові реформи, здійснені заходи зі зміцнення державного апарату, центральна влада на деякий час зміцнилася. Були повернуті із заслання відомі чиновники, які були позбавлені посад за часів Де-цзуна.
Проте в подальшому розпочалася боротьба між групою Ван та їх противниками з уряду. В результаті почергово призначалися та звільнялися прихильники то однією, то іншої кліки. Представники роду Ван та їх прихильники намагалися відсторонити міністрів часів Де-цзуна й водночас захопити контроль над військом. Для послаблення впливу останніх Шунь-цзуна переконали призначити спадкоємця трону, що й було зроблено 26 квітня 805 року. Згодом рід Ван дедалі більше втрачав владу, коли 15 липня спадкоємець трону Лі Чунь стає регентом. Після цього кліку Ванів було розгромлено, а її очільників згодом страчено. 31 серпня 805 року Шунь-цзун остаточно зрікся влади. Помер він 11 лютого 806 року.